# Worstelen op de Middellandse Zeespelen 1959
Worstelen is een van de sporten die beoefend werden tijdens de Middellandse Zeespelen 1959 in Beiroet, Libanon. Er waren zestien onderdelen, alle voor mannen.

## Uitslagen

#### Grieks-Romeins
| Event   | Goud                | Zilver                | Brons                        |
| ------- | ------------------- | --------------------- | ---------------------------- |
| 52 kg   | Dursun Ali Eğribaş  | Borivoje Vukov        | Mohamed Eid                  |
| 57 kg   | Aly Kamal El Sayed  | Michel Nacouzi        | Mihail Theodoropoulos        |
| 63 kg   | Elie Naasan         | Moustafa Mansour      | Niyazi Tanelli               |
| 67 kg   | Riza Dogan          | Roger Bielle          | Kamel Mahmoud Hussein Balbaa |
| 73 kg   | Stevan Horvat       | Mithat Bayram         | René Schiermeyer             |
| 79 kg   | Ziya Dogan          | Mohamed Raafat Wahdan | Yacoub Romanos               |
| 87 kg   | Tevfik Kış          | Maurice Jacquel       | Jean Saade                   |
| + 87 kg | Ibrahim El Husseyni | Süleyman Baştimur     | Diego Ariel                  |

#### Vrije stijl
| Event   | Goud          | Zilver                      | Brons                   |
| ------- | ------------- | --------------------------- | ----------------------- |
| 52 kg   | Mehmet Kartal | André Zoéte                 | Hussein Khamis Abbas    |
| 57 kg   | Bayram Uysal  | Hani Ibrahim Mounteche      | Ibrahim Ahmed Abdelatif |
| 63 kg   | Mehmet Gocur  | Georges Ballery             | Mohamed Ahmed El Dib    |
| 67 kg   | Hilmi Gezici  | Roger Bielle                | Ioannis Manganas        |
| 73 kg   | Mahmut Atalay | Hassan El Sayed             | René Schiermeyer        |
| 79 kg   | Ziya Dogan    | Mohamed Raafat Wahdan       | André Saade             |
| 87 kg   | Bekir Buke    | Mohamed Gamal El Eidaross   | Maurice Jacquel         |
| + 87 kg | Hamit Kaplan  | Mohamed Mahmoud El Sharkawi | Abbas Moussoulmani      |

## Medaillespiegel
| Plaats | Land                          | Goud | Zilver | Brons | Totaal |
| 1      | Turkije                       | 12   | 2      | 1     | 15     |
| 2      | Verenigde Arabische Republiek | 2    | 6      | 5     | 13     |
| 3      | Libanon                       | 1    | 2      | 4     | 7      |
| 4      | Joegoslavië                   | 1    | 1      | 0     | 2      |
| 5      | Frankrijk                     | 0    | 5      | 3     | 8      |
| 6      | Griekenland                   | 0    | 0      | 2     | 2      |
| 7      | Spanje                        | 0    | 0      | 1     | 1      |
| Totaal | Totaal                        | 16   | 16     | 16    | 48     |

1951 · 1955 · 1959 · 1963 · 1967 · 1971 · 1975 · 1979 · 1983 · 1987 · 1991 · 1993 · 1997 · 2001 · 2005 · 2009 · 2013 · 2018 · 2022
Atletiek · Basketbal · Boksen · Gewichtheffen · Gymnastiek · Paardensport · Schermen · Schietsport · Schoonspringen · Voetbal · Volleybal · Waterpolo · Wielersport · Worstelen · Zeilen · Zwemmen